# Sletten (avis)
 Denne artikel omhandler magasinet "Sletten". Opslagsordet har også en anden betydning, se Sletten.
SLETTEN – Avisen ved DTU var Danmarks ældste universitetsavis og udkom oprindeligt på DTH og DIA. Avisen udkom i perioden 16. februar 1971 – 22. juni 2004.

## Historie
Sletten startede sit liv i februar 1971, da Slettens første redaktør, David Jens Adler, blev kontaktet af dr.techn. Claës Dyrbye og bedt starte en avis på DTH og DIA. Tidligere havde DTH, DIA og PF, i et konsortium, enedes om at oprette "Den selvejende institution avisen ved DTH og DIA". Til uddelingen havde man betjente så tilbage stod finanseringen og navnet. Bladet blev det første år bevilget 50 000 kr., taget ud af DTH's driftmidler. Navnet blev fundet ved en konkurrence og blev "SLETTEN", der er en henvisning til Lundtoftesletten, hvor DTU ligger.
Det var i starten planlagt, at bladet skulle finansieres udelukkende af reklamer, dette viste sig dog at være en umulighed. Så DTH, DIA og PF har hele tiden måtte bistå med økonomisk hjælp. Derefter gik arbejdet ud på at finde et trykkeri, der var billigt og stort nok til at kunne udgive bladet hver tirsdag. Valget faldt på Folkebladets Tryk i Ringsted.
I starten udkom avisen i tabloidformat med minimum 8 sider, hver tirsdag, i de to semestre. Efter et par år blev der tegnet kontrakt med Berlingske Tidende. SLETTEN blev trykt for rimelige penge i BT's forme og sat og produceret i spildtiden i sætteriet.
Bladet havde til slut et oplag på 7.000 og udkom 17 gange årligt. Det distribueres til studerende og ansatte på DTU, øvrige tekniske universiteter, relaterede organisationer, presse, abonnerende virksomheder og Folketinget.